# 下道門継
下道 門継（しもつみち の かどつぐ）は、平安時代初期から前期にかけての官人・医師。姓は朝臣。官位は外従五位下・権針博士。

## 経歴
権針博士在職中の貞観11年（869年）外従五位下に叙せられる。その後、長く病んでいたが、臨終に際して剃髪して出家したという。貞観16年（874年）8月9日卒去。享年65。最終官位は外従五位下行権針博士。

## 人物
至性があって、篤く仏教を信仰しており、常に袈裟を着用して法華経を唱えていた。路上で僧侶に出会った際には、必ず下馬して揖（笏を持ち上体をやや前に傾けてする礼）して、僧侶が通り過ぎるのを待ったという。

## 官歴
『日本三代実録』による。
- 時期不詳：正六位上。権針博士
- 貞観11年（869年） 正月7日：外従五位下
- 貞観16年（874年） 8月9日：卒去（外従五位下行権針博士）